# ウルティマオンライン
『ウルティマ オンライン』（Ultima Online 通称:UO）は多人数同時参加型オンラインロールプレイングゲーム。ネットワークRPGの始祖の一つと言われる。

## 概要

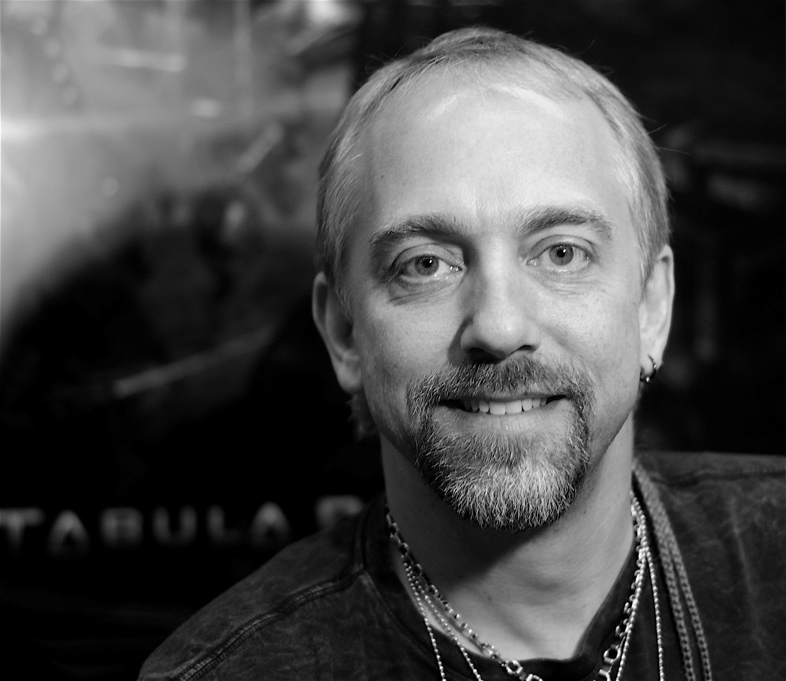
リチャード・ギャリオット。
プロデューサー現役時代、ゲーム中では「ロード・ブリティッシュ」のキャラクターで参加していた。

本作はウルティマシリーズのプロデューサー、リチャード・ギャリオット (Richard Garriott) が指揮を執り開発された。ギャリオットが共同創設者の一人であり、1992年よりエレクトロニック・アーツ（EA）社の子会社であったOrigin Systems（OSI）社による制作である。2000年にギャリオットはOSI社退職の形でプロジェクトを離れ、また2004年にOSIが親会社に吸収され、現在はEA社が制作・販売を行っている。日本国内のサポート・運営は、EA社の日本法人であるエレクトロニック・アーツ株式会社が担当している。
初期の段階で様々に試みられた商用MMORPGにおいて、最初の成功例であり、またゲームシステムとしての完成度を示した作品でもあった。その後のオンラインRPGの発展に与えた影響には計り知れない物がある。日本でも大きな成功を収め、現在では日本人ユーザーが利用者の半数近くを占めている。米国で1997年9月24日発売開始。日本国内では1997年10月発売し、接続状況のあまり良くない海外サーバーでのみプレーできたが、後の1998年9月より日本サーバーの運用が開始された。
最大の特徴は、特に開発初期においてオンラインマルチプレイを前提とした、ワールドシミュレータを指向してゲームデザインが行われた事である。
広大なワールドマップにスキル制成長システムの創案、さらに生産システム、派閥戦争のサポート、殺人および殺人者の討伐（自警団）を成立させる独自の対人戦システム、本格的な家建築等々、今日のMMORPGに含まれるあらゆる要素の多くが、このゲームによって確立され、現在でも自由度において本作を超える完成度を持ったタイトルは存在しないと言われている。本作はレベルベースの成長システムを持つ戦闘だけを目的としたMMORPGとは異なり、一介の冒険者から、服屋や大工、果てはスリや凶悪殺人鬼まで、ありとあらゆる職業をロールプレイすることが可能である。

## 世界観
ウルティマオンラインのストーリーは本家ウルティマシリーズの1作目ラスト直前から始まる。かつて、邪悪な魔法使いモンデイン(Mondain)が、不死の宝珠(Gem of Immortality)の中に後のブリタニアとなるソーサリア(Sosaria)の世界を封印し、思うがままに支配していた。しかし異世界から召還された勇者（後のシリーズ作品でアバタール(Avatar)となる人物）によりモンデインは討伐され、不死の宝珠も粉々に砕かれたが、モンデインの力は消える事なく、砕かれた破片の一つ一つにも独立したソーサリアが存在する事となった。ウルティマ オンラインにおいて、1つのゲームサーバーの事をシャード（shard＝破片）と呼ぶのはこの為である。
シャードには、幾つかの平行世界が含まれている。これらの平行世界は、破片の面に例えて、ファセット（Facet）と呼ばれている。魔法、もしくはムーンゲート(Moongate)によりファセット間を行き来する事が可能である。
時代設定としてはウルティマIの直後の世界ではあるが、これまでのウルティマシリーズおよび後年に追加された設定も盛り込まれている。例えば、派閥のひとつである「Minax」はウルティマIIの設定であり、その後の「Exodus」とそれに関連するイベントなどはウルティマIIIに端を発する。
それぞれは並行世界ではあるものの、シャードによっては世界の状況がまったく異なるという設定であるため、中にはひたすら戦乱が起きているシャード、極めて平和なシャードなどが存在し、いずれも独立して成長しているとされている。また、宝珠の破片＝シャードはウルティマの現実世界ではモンデインの死後回収され、互いに影響しあわないように、クレイニンと呼ばれる魔法使いの手によって各地に分散・封印されている事になっている(つまり、ゲームサーバーが世界各地に設置されていることの暗喩である)。

### 冒険をする世界
ウルティマシリーズの舞台であるブリタニアが中心であるが、この世界はソーサリアの二つの月の名に由来する「トランメル」と「フェルッカ」と呼ばれる2つの平行世界に分かれている。トランメルが「平和」の世界であれば、フェルッカは「戦乱」の世界である。そのほかにも「ロストランド」「イルシェナー」「マラス」「徳之諸島」「ハートウッド」と呼ばれる世界がある。
フェルッカ
フェルッカ（Felucca）は最も初期から存在していたファセットの源流である。フェルッカは他のプレイヤーから攻撃されたり持ち物を盗まれるといったリスクがある世界でもある。そのため大半のプレイヤーはフェルッカでの活動を避ける傾向が顕著であり、トランメルに比べて人口が少ない。また、フェルッカとトランメルはその形状にほぼ違いはないが、孤島の「オクロー(Ocllo)」がトランメルには存在せず、トランメルの同座標には「ヘイブン(Haven)」という孤島が存在する（ウルティマシリーズのブリタニアとほぼ同一のマップ）。また、トランメルと比べて大地が荒れ果てているのが特徴的である(例えば、樹木に葉が茂っていない。骨が転がっている。血痕や墓石が至る所に点在するなど）。一方で戦闘に長けたプレイヤーはこのファセットを拠点として活動しているため、あえてこのファセットに乗り込み、独学では難しい対人戦の技術を、ここで活動する殺人ギルドや自警団（PKK。プレイヤーキラーキラー）ギルドなどに所属して学ぶプレイヤーも多い。
フェルッカは他のファセットと比較して危険な冒険エリアではあるが、以下のような利点もある。
- スキルの上限値を上昇させる特別なアイテム「パワースクロール」が入手できる
- ステータスの上限値を上昇させる特別なアイテム「ステータススクロール」が入手できる
- 鉱石や木材などの資材が、他のエリアの2倍得られる
- モンスターから取得できる戦利品の数が、他のエリアの2倍ある
- 一部のダンジョンにボスモンスターが存在する
- 拠点とするプレイヤー数がトランメルと比較して少ないため、建築用の土地にある程度余裕がある

トランメル
トランメル（Trammel）は、他者からのネガティブな干渉（攻撃・窃盗）をいっさい受けない世界である。本来、世界は一つのみであったが「フェルッカ」と「トランメル」に分裂した。フェルッカとほぼ同じ地形と街並みを持つが、フェルッカと比較して明るい雰囲気を持ち緑も豊かである。また、初心者のために用意された孤島「ヘイブン」が存在する。かつては対人戦を嫌ってトランメルに篭もっている者に対しての蔑称として「トラメラー（または、トラメリアン）」という言葉が存在した。しかし、現在では新たに追加された複数のファセットの大半が非対人戦エリアに設定されていることも手伝って、あまり聞かれることはなくなった。
ロストランド
ロストランド（Lost land）は正確にはファセットではなく、フェルッカとトランメルの地下にある広大な大地である。その大半が陸地で構成されており、亜熱帯の密林を思わせる。恐竜のような乗り物「オスタード」を飼いならせば馬と同じように便利な乗り物として使うことができる。
当初は「ブリタニアの地下世界」として実装されたが、その後ブリタニアがフェルッカとトランメルに分裂したため、ロストランドは「フェルッカの地下」と「トランメルの地下」に別々に存在する。どちらのロストランドも住宅を建築する事はできない。
ロストランドは「ザ・セカンドエイジ（The 2nd age）」で追加拡張された場所な為に、導入当時を知るプレイヤーの間で親しまれた「T2A」の名で未だに呼ばれることがある。
イルシェナー
イルシェナー（Ilshenar）は「冒険」をテーマとした世界であり、各地に特異なダンジョンや通常では出現しないモンスターが配置されており、未知の世界を探検する気分になれる。イルシェナー全土において一部の魔法の詠唱は制限され、住宅を建築することも出来ない。非対人戦エリアである。
マラス
マラス（Malas）は星海に浮かぶ世界であり、それまでの住宅地不足を解消するための広い平地と、「ドゥーム(Doom)」と呼ばれる高難易度の広大なダンジョンが用意されている。基本的にマラスにあるのは建築用の土地がほとんどであり、冒険には適さない。また、一見すると建築用の土地が有り余っているが、一部は制限がかけられており、システム的に住宅が建築できない状態である。このファセットも非対人戦エリアである。
徳之諸島
徳之諸島（Tokuno Island）は周りを海で囲まれた島々で構成された世界である。日本風の文化を持ち、日本的なアイテムが多数存在するが、それは日本風で日本的なだけであり、ニホンジンから見ればどことなく異質な雰囲気を感じさせられる土地である。島の集合体であるが故に土地は小さいものの、家を建築可能である。非対人戦エリアである。
ハートウッド
ハートウッド（Heartwood）はブリタニアと特殊なゲートで結ばれたエルフ達の住まう樹上の町である。住人のエルフからは金銭による売買ではなく（この世界のエルフには貨幣経済という概念がそもそも存在しないため）、多種多様な依頼(クエスト)を引き受けることでエルフ特有の様々な技術やアイテムを入手することができる。基本的に冒険用の土地ではなく、単なる街として存在するため、規模は他のファセットと比較してとても小さい。また、住宅を建築する事も不可能で非対人戦エリアとなっている。
テルマー
テルマー（Ter Mur）はガーゴイル族の独自文化をもつ世界である。独自の技術や文化、アイテムなどを入手することが出来る。忠誠度という独自のシステムがあり、ガーゴイル族の女王への忠誠度を高めることにより、特殊な施設の利用が可能になる、家の建築が可能になるなどの恩恵を受けることが出来る。一部にボスゾーンが設定されており対人可能なエリアも存在する。

## スキルシステム
スキルシステムは本作最大の特徴の一つである。
キャラクターの成長には、他のRPGによく採用されている経験値の取得によるレベルアップ制ではなく「その技能にどの程度熟練しているか」を数値で表示するスキル制が採用されている。
魔法スキルなら、スキル値にあった難易度の魔法を実際に使うことによって魔法スキル値が上がっていき、上級レベルの魔法の使用の成功率も高まっていく。剣術等の戦闘技術ならば熟練することで命中率、回避率、与えるダメージなどが上がり、より強いモンスターと戦うことも可能になる。
スキルには戦闘に関した物だけではなく、資源を採取するための「採掘」や「伐採」、物を作るための「裁縫」や「鍛冶」、果ては「釣り」「窃盗」「地図解読」といった物まで用意されており、取得したスキルの組み合わせにより、キャラクター育成の自由度は非常に高いものとなっている。また、それぞれのパラメーターの上限が低いため、キャラクターの性能という点だけでは新しいプレイヤーが古くから参加しているプレイヤーに比べ、太刀打ちできないほど著しく不利になることは無い。
スキルとステータス
プレイヤーの基本的なステータス、体力・素早さ・知力もスキルと深い関わりがある。
すべてのスキルはいずれかのステータスに常に作用する。魔法のスキルを上昇させれば知力が上がる、伐採のスキルを上げれば体力が上がると言った具合である。キャラクターのステータスを上げるにはスキルを上げる必要があり、上げたいステータスがあればそのステータスと連動したスキルを上げなければならない。また、ステータスにもスキルと同様に全体の上限と、各項目ごとの上限があり、基本的に上限を突破することはない。
スキルの限界と組み合わせ
キャラクターが持てる総スキル値には基本的に700.0という上限があり（プレイ年数を重ねる事により最大720.0まで上げる事が可能。また、アイテムなどによるスキルプラスはこの上限の制限を受けない）、一つのスキルの限界値は100.0（一部120.0のものもある）、上昇は0.1刻みとなっており、その範囲内で50種類以上あるスキルを自由に組み合わせることが可能である。基本としては7つのスキルを極める（100.0x7=700.0となる）のが一般的だが、必ずしもスキル一種類を100まで育て上げる必要は無く、中途半端に30や80などで止めるのも構わない。
その場合、余った数値はまた別のスキルに回すこともできるため、一つのキャラクターで「侍・鍛冶屋・シェフ・魔法使い・獣医・裁縫屋・霊媒師・大工」などなんでも扱うことができるキャラクターを作る事も可能である（ただしこれは単に器用貧乏で、実際はほとんどなにもできないに等しい）。
スキル性能をかならず最大限までスキルを上げなくとも良いという仕様により、スキルの組み合わせはほぼ無限であり、よりベストな組み合わせを試行錯誤する楽しみも大きい。また、自分がプレイしたいゲーム内の目的によってベストとなる組み合わせは常に変動するため、通常のレベル制MMORPGにありがちな、誰もが同じステータスで揃え、同じアイテムを装備しなければまともにプレイできないという状況になりにくいのも特徴的である。
相互作用するスキル
スキルには相互作用が設定されており、特定のスキルを持つことで別のスキルの効力が完全に発揮される場合がある。
例えば、「剣術」のスキルは、それだけで敵への命中率に影響するが、同時に「戦術」や「解剖学」のスキルも同時に上昇していると、剣術のスキルだけを体得しているときよりも攻撃力が高くなる。他にも「治療」のスキルと「解剖学」のスキル両方が極められていると、死者を包帯だけで蘇生させることができる。また、戦闘以外ならば「鍛冶屋」のスキルと「大工」のスキル、両方をある程度極めていないと作れないアイテムも存在する。
こうした他のスキルと組み合わせることでより高い効果を得られる組み合わせは複数存在し、これを上手く組み合わせれば単純に有用なスキルを組み合わせただけのキャラクターよりも高い効力や戦闘能力を発揮する場合もある。
スキルの相互作用は性能の可変だけではなく、上昇にも密接に関わっており、特定のスキルを上昇させると、関係のあるスキルが連動して同時に上がる事もある。また、限られた状況下のみで連動する場合もあり、例えば通常の刀剣で敵を攻撃しても「剣術」のスキルのみしか上昇しないが、斧を持って敵を攻撃すると「剣術」と同時に「伐採」のスキルが上昇する事もある。
また、そのスキル単体では成長させることができない物もいくつか存在する。姿を消したまま移動できる「ステルス」のスキルを成長させるには、その前に姿を消せるスキルか、同様の効果を持つ魔法を使えるようにする必要がある。また、魔力を自動回復させる「瞑想」のスキルを上昇させるなら、なにかしら魔力を消費するスキルを持っていた方が有利である。

## インタフェース
スキルシステムに並ぶウルティマオンラインのもう一つの特徴として、自由度の高い特異なインタフェースがあげられる。
デスクトップライクな画面構成
通常、コンシュマー向けや、他の一般的RPGなどではヒットポイントやキャラクターの強さを示すステータス数値などの情報が記載されたウインドウの位置は常に固定されているが、UOではキャラクターが表示されているメイン画面を含むすべてのウインドウを自由な位置に配置することができる。また、配置できる場所はそのメイン画面の周囲にある余白にとどまらず、メイン画面の上に直接配置することも可能である。
例えば、ヒットポイントの表示されたバーは通常左上にあるが、必要ならば画面のど真ん中に持ってきても良いし、まったく不必要なら消すこともできる。魔法や必殺技を詠唱するためのショートカットアイコンも規定の場所等は無く、どこに置いても構わない。画期的なシステムではあるが、弊害として誤操作によって情報ウインドウを消してしまったり、キャラクターの移動や攻撃の際に邪魔になる、死角が発生するなどのも問題点もある。
また、その後発表された新クライアントでは、一部のウインドウの位置が完全固定で表示されるようになっているが、自由なカスタマイズいう基本理念は変わらない。
オブジェクト化されたアイテム
アイテムはオブジェクト化された状態でゲーム中に存在する。他のゲームならば文字やアイコンで表現し、リスト化するのが一般的だが、アイテムを手持ち袋や宝箱に格納する際は現実で袋や箱に物を入れるように、ゴチャゴチャと物を突っ込めばどこになにがあるか分からなくなるし、整然と並べて一目瞭然に格納することもできる。
また、ゲーム中に存在するほとんどの物はアイテムとして取り扱われている。例えば壁、柱、木、川、滝、ドア、階段に至るまで、サーバー管理者の権限があればほとんどのオブジェクトを生み出し、どこにでも自在に設置できるようになっている。ただしこれらは通常、一般ユーザーは動かせないか、あらかたの骨組みとなる部分については完全固定で構成されているため弄れない箇所もある。しかし、現存するネットワークRPGでも、ゲームの世界に対して、リアルタイムに自由な変更をする事が可能な作品は珍しく、これを用いた突発的なイベントが開催されるなど、柔軟な対応をするのにも一役買っている。

## ネームカラーと評判
プレイヤーを含むすべてのキャラクターの名前は、特定の条件により色分けされて表示されており、ネームカラーはキャラクターの状況を示す重要な要素である。ネームカラーはキャラクターごとに独立しており、同一アカウントの別キャラクターに対する影響はない。ネームカラーはクライアントの設定で変える事も出来る（ただし、違って見えるのは変えた本人のみで他のプレイヤーには影響しない）が、以下はデフォルトでの表記。
例えば、極まっとうに生活しているプレイヤーキャラクターは「青色」で表示される。これはすべての一般プレイヤーキャラクターの基本形である。彼らはユーザー間では「青ネーム」と俗称される。
名前が「灰色」で表示されているキャラクターは、殺しても罪に問われない存在である。これは、洞窟をうろつく怪物や小さな子猫などのNPCの他、つい最近犯罪を犯したプレイヤーキャラクターにも当てられる。ただしプレイヤーキャラクターの場合は、一定時間が経過すれば青ネーム＝一般市民に戻る。彼らは「灰色ネーム」と俗称される。
沢山の無実の人を殺しているキャラクターの名前は赤色で表示される。彼らは「赤ネーム」と俗称される。赤色で表示されたプレイヤーやモンスターもまた灰色の名前のキャラクター同様に殺害しても罪には問われない。赤ネームや灰色ネームのキャラクタは街の施設を利用できない（例外として、無法者の街であるバッカニアーズ・デンの施設は利用可能）などのペナルティが発生する。
そのほか、同じギルド（集会）に所属しているプレイヤーの名前は緑色、戦争相手の名前はオレンジ色、不死（この場合の「不死」はアンデッド系と言う意味ではなく「絶対にダメージを与えられない」と言う、「無敵」の意味合いが近い）のキャラクタは黄色、運営に携わっている者は紫色などとなっている。プレイヤーは、相手の名前の色を見定めて戦う必要があり、手当たり次第に攻撃することは無闇に死を誘発するのみである。
また、これとは別にキャラクターの評判を示す「カルマ（徳）」と「フェイム（名声）」という二種類の隠しステータスが存在する。
「カルマ」はキャラクターの行いを示す数値である。具体例として、盗みを行ったり、善人を殺したり、邪悪なネクロマンサーの魔法を詠唱するなど、”悪”とされる行いにより下がり、逆にモンスターを殺したり、困っている人を助けるといった”善”の行いにより上がる。以前はカルマがあまりに下がりすぎると赤ネームとなったが、現在ではその仕様は廃止されている。
また、「フェイム」は名声に関する数値である。フェイムは強力なモンスターを倒すか、赤ネームのプレイヤーを殺害するか、もしくはバルクオーダーと呼ばれる生産者用のミニゲームを達成すると上昇する。何もしていないと自然に減少し、死亡した場合にも下がる。
この「カルマ」と「フェイム」の数値によってキャラクターの称号が決定される仕組みになっており、特にフェイムが最高値になると「Lord」、もしくは「Lady」の名がプレイヤー名の前に付くようになる。例えばキャラクターが男性で名前が「Iolo」ならば、フェイムが最高値に達すると「Lord Iolo」という名前となる。フェイムが下がれば称号は消える。

## 戦闘システム
プレイヤーは、お金を稼いだり、冒険をしたり、他者と争う方法として、武器や魔法を用いて戦うことが可能である。

### 武器による戦闘
基本的な攻撃は、武器による戦闘である。
武器を用いた戦闘をするには、「ペーパードール」（他のゲームで言うステータス画面のようなもの）の「Peace」ボタンをクリックして「War」に変更し、攻撃したい対象をクリック→攻撃範囲に近寄る事で自動で戦闘が開始される。基本的に、戦闘にはアクション要素は無く、変数によって攻撃の失敗/成功が確定される。また、接近用の武器では敵に密着していないと戦闘は始まらない。ただし基本的にプレイヤーよりもモンスターの方が若干強めに設定されているため、ただひたすら攻撃相手にベッタリとくっ付いていただけではすぐに死亡してしまう。よって、時には一時的に離れるなどの戦略も必要である。
スペシャルムーブ
武器戦闘による戦いには、スペシャルムーブと呼ばれる固有技を発動して戦う方法がある。これは拡張パック「正邪の大陸」（通称AoS）から導入されたシステムで、武器の種類ごとに固定して設定されており、指定された武器術のスキルが特定以上まで上昇していないと使うことが出来ない。たとえば、ブロードソードのスペシャルムーブを使うのならば剣術に長けていなければならないし、メイスのスペシャルムーブを使うのならば棍術を心得ていなければならない。また、スペシャルムーブの使用にはマナを必要とする。武器の種類によってはその武器を扱う武器スキルの他に「武士道」や「忍術」のスキルが必要な特殊なスペシャルムーブも存在する。
毒薬の注入
スペシャルムーブの中には、武器に塗られた毒を敵に注入するものもある。これには、事前に毒薬を製作し、毒を塗るスキルを用いて武器に塗る必要がある。また、毒の注入はスペシャルムーブによる武器固有攻撃のため、塗っても効果がある武器は限られている。AoS以前のバージョンでは、すべての刀剣に毒薬を塗り、攻撃をした際に自動で毒を注入するシステムだったが、これは廃止されている。
特殊打撃
AoS以前の戦闘システムでは、両手に持つ武器に限り「知能低下攻撃」「麻痺攻撃」「必殺攻撃」の3種類の特殊打撃が存在していた。これらはスペシャルムーブのように任意で出せる物ではなく、一部のスキルによって発動率が変化するものであった。現在のバージョンではすべてスペシャルムーブに置き換えられており、これらの特殊打撃は廃止されている。

### 魔法による戦闘
もう一つの戦い方として、魔法による攻撃もある。
魔法の呪文が書かれた「スペルブック」を装備もしくは携帯した状態で、スペルブックを開き、詠唱したい魔法を選んで攻撃対象をクリックする事で発動する。しかし魔法詠唱中は、ほんの一瞬ではあるが、ほぼすべての行動（移動も含む）が制限される。
また、魔法を詠唱するためのコストとして、他の作品ならば「マジックポイント」の消費だけで効果を発動させることができるが、本作では「マジックポイント」にあたる「マナ」の他に「秘薬」と呼ばれる消費アイテムも同時に必要になる。秘薬は基本的にフィールド上に湧き出たり魔法屋で売られており、魔法使いはこれを頻繁に補充しなければならない。つまり、魔法を使うには「魔力」と共に「財力」もある程度必要となる。（ただし、現在は装備品で秘薬消費を0にできる。）
魔法
魔法はウルティマオンラインにおいて最も一般的なスキルの一つである。
魔法スキルで使えるスペルは攻撃、回復、支援、召喚など、有用なものやそうでないものまで手広く網羅されており、ハイレベルな魔法使いになれば全64種類もの魔法を使いこなすことができる。
通常の魔法は「魔法のスクロール」をスペルブックに取り入れる事で新しい魔法を習得することができる。魔法には難易度別に8つのサークル（レベル）が存在し、上位のサークルの魔法ほど高い魔法のスキルを必要とする。また、十分に魔法に習熟していない者が魔法を詠唱しようとすると失敗することがあり、失敗した場合魔法は発生せず、秘薬は煙となって消えてしまう。ちなみに、魔法を詠唱した際にはその魔法に対応した呪文がプレイヤーキャラクタによって自動で読み上げられ、チャットメッセージと同じく頭上に表示されるため、対人戦ではそれで相手の攻撃パターンを読む事ができる重要な要素となる。
ネクロマンシーと騎士道
拡張パック「正邪の大陸（AoS）」において導入された霊媒師（ネクロマンサー）の技を使うネクロマンシーと、聖騎士（パラディン）の技を使う騎士道魔法。
ネクロマンシーは主に邪悪な呪いを扱う魔法が使用できるスキルで、呪いで対象の能力を低下させるばかりではなく、武器による攻撃でライフを吸収したり、毒や冷気でダメージを与えたり、クリーチャーの死体を蘇生させて下僕としたり、レイス、リッチ、ヴァンパイアなどに変身する魔法がある。ネクロマンシーのスキルは霊話スキルとの関連性が高く、両方のスキルを高めなければ効果が低いものがほとんどである。
騎士道魔法には他のファンタジー作品におけるプリーストのような聖なるパワーで自身、または他者をサポートする能力が備わっており、攻撃力強化、回復、解毒、蘇生、呪いの除去、遠隔地への瞬間移動など、およそ戦士にとって重要と思える魔法がほぼ揃っている。
騎士道魔法はキャラクターのカルマ値の高さに効果が依存するものが多いため、カルマの低下する犯罪行為を生業とするキャラとの相性は良くない。
ネクロマンシーの使用には通常の魔法と異なる5種類の秘薬を、騎士道魔法の使用には信仰ポイントと呼ばれる特殊ポイントを媒体にそれぞれ必要とする。信仰ポイントは、各地にあるアンクにゴールドをお布施することで補充される。
武士道と忍術
拡張パック「武刀の天地（UOSE）」で導入された魔法、またはアビリティ。
このカテゴリー上では魔法という位置付けで記述したが、敵対ターゲットに魔法を使用するのではなく武器、または素手による攻撃の効果を高める「技（アビリティ）」を使う為のスキルとしての性質が濃いため、魔法使いよりも戦士が習得することが多い。また、他のスキルの魔法のような詠唱後に発動する流れではなく、トグル式にあらかじめセット（構え）して直接攻撃の命中の判定後に発動するものが多い。その特性の為にスペシャルムーブと同時には使用できないものがある。
この二つのスキル専用の魔法におけるスペルブックにあたる「武士道の本」もしくは「忍術の本」を街などにいるNPCのサムライもしくはニンジャから購入することで全ての技を使用可能となるが、それぞれの技の成功率はスキル値に依存する。
武士道は徳乃諸島で生まれたサムライの「名誉の徳（Honer）」を最も重んじる思想に基づき、キャラの回復力、回避力、攻撃力、命中率、範囲攻撃効果などを高める技が揃っている。また「オーナブル・エクセキューション（介錯、名誉ある処刑）」という、とどめの一撃の直前にセットしてとどめを刺すことに成功すると一時的に能力を高めることができるという個性的な技も使用することができる。
忍術は徳乃諸島を源流とするニンジャと呼ばれる暗殺者（アサシン）の使うユニークなテクニックの総称で、暗殺者が正確かつ密やかに敵の息の根を止める為に有効な技が揃っており、スキルを高めれば吹き矢や手裏剣を浴びせたり、動物に変化して動物の持つ特殊能力を身に付けることも可能である。忍術は潜伏、ステルス、または探知というスキルと組み合わせて使用するものが多いために操作はテクニカルになるものの、対人戦で特に効果を発揮するため根強い人気を持っている。
武士道、忍術ともに使用の際にマナは消費するものの、媒体は消費しない。
グループ魔法
拡張パック「宝珠の守人（UOML）」で導入されたエルフ族が編み出した特殊な魔法。
ユニークな攻撃や補助の魔法の他、亜人系に属するクリーチャーを魅了して下僕として操ったり、魔法陣に乗った状態で特定の魔法を詠唱すると、"グループ魔法"に属する魔法の効果を一時的に増幅させる特殊な宝珠を生成することができる。この宝珠は生成してから数時間経過するか、地面に置くと自動的に消滅する。また、生成の際、魔法陣の上に何人プレイヤーが居たかによって宝珠のパワーが確定し、パワーが大きいほどその後発動される呪文の効果も大きくなり、自動消滅までの時間も長くなる。
グループ魔法の使用に関して、マナは消費するものの媒体を消費することはない。
神秘魔法
拡張パック「ステイジアン アビス（UOSA）」で導入されたガーゴイル族の編み出した独自の魔法。
攻撃や回復だけでなく、眠りや呪い、相手にかけられている有益な魔法を解除する魔法など、独特な魔法もいくつかある。
マナと各種秘薬を必要とするが、巻物でも代用可能。

## 生産システム
他のMMORPGではゲーム内の生活は戦闘が中心となっているが、UOの場合は生産システムも同様に充実しており、衣服、料理、ツール、薬品、生活用品、武器、防具、家具、本、彫刻など多種多様なものが生産できる。一部の素材を手に入れるのには戦闘能力が必要な場合もあるが、同アカウントの他のキャラクターで戦闘を代用したり、他者から素材を買い求めるのも可能であるために必ずしも身を削って生産だけで生計を立てる必要は無い。
また、家を持っている場合はNPC店員（ベンダー）を雇い、それにアイテムを持たせて値段を指定することで自らはその場に居なくともアイテムの販売が可能となっている。

### 生産したアイテムの品質
生産のスキルが向上してくると、稀に「高品質」というタグの付いた製品が作れる場合がある。このタグが付いた製品は、通常の製品よりも若干高性能である。また、定められた数値までスキルが向上している状態で高品位の品が作られた場合、そのアイテムを作ったキャラクターの名前をアイテムに刻むことができる。
UOの初期では翻訳が隅々まで行き届いておらず、高品質品のことを「High Quality」と表示していたため、省略して「HQ品」と呼ぶこともある。これらはAoSが導入されるまでは多数のプレイヤーに愛用されていたが、以降は安易に強力な武器が入手できるようになってしまい、旧高品質品の需要は一気に廃れた。

### バルクオーダー
特定の生産用スキルを身につけていると、街の商店に立ち寄った際にバルクオーダーと呼ばれるアイテムの取引をNPCから持ちかけられる場合がある。引き受けるとアイテムとしてバルクオーダーの証書が手に入る。証書に指定されたアイテムを収めて取引を完了させればゴールドと共に名声と報酬アイテムを得ることができる。報酬アイテムには「ルニック」と呼ばれる特殊な生産キットが含まれており、「ルニック」を使うと強力な効果を持つ装備を生産できる可能性があるため、これを求めてバルクオーダーを延々とこなすプレイヤーも多い。

## 装備品システム
プレイヤーがアイテムを装備する方法は至って簡単で「ペーパードール」にアイテムをドロップするだけで装着できる。また、外す際はペーパードールから装着しているアイテムをドラッグして剥がせば良い。
装備品と一言でくくっても、いわゆる武器や鎧の他に、ステータスには一切影響の無い洋服やランタン、たいまつといった照明器具、釣竿、採掘用のピッケルなど、戦闘とはまったく無関係のアイテムも装着することができる。
装備品の組み合わせは膨大であり、ほとんどの装備品は着色が可能であるがゆえに非常にキャラのファッションの自由度が高い。加えて職業等によって装備できるアイテムの制限はほとんど無く、これも自由度の高さに拍車をかけている。ただし、拡張パックの適用状態や、キャラクターの性別、種族、ステータスによる装備の制限を受けることもある。

### AoS後の武具制度
現在の武器や防具など、いわゆる実用的なアイテムにはプロパティと呼ばれる特殊効果が付いている事がある。
プロパティは一つのアイテムにランダムで複数付き、組み合わせによっては莫大な効果をもたらすのが通常である。それゆえに、アイテムの性能にインフレが発生し、キャラクターが従来と比較して異常に強くなってしまうという事態にも繋がってしまった。
武具の強化
AoS以後の新システムとして、アイテムをさらに強化するシステムが備わった。これは特殊な素材を用意する必要があるが、元から強力な武具をさらに強化することも可能となった。ただし、失敗するとアイテムが消滅するリスクもある。
耐久度の変更
AoS以後、武具の耐久度を特別な能力がなくてもプロパティからいつでも参照することが可能となった。また、従来よりも耐久性が大幅に向上したり、度重なる修理によって失った耐久性を回復させるアイテムが導入された為、耐久性の低下によるアイテムの消滅の可能性は大きく減少した。また、従来のプレイヤー鍜冶屋などに直接渡してアイテムを修理する方法以外に、修理技能者がその場に居なくとも修理依頼書によって修理できるようになった為、悪意あるプレイヤーの詐欺行為などによってアイテムを失ってしまうリスクもほとんどなくなった一方、修理技能者との触れ合いが皆無になってしまい、装備修理・強化の為に街角の鍛冶場に立っていたプレイヤーには、プレイ意義を見失った修理技能者もいる。

### LBR以前の武具制度
拡張パック『ブラックソーンの復讐（通称LBR）』以前のアイテムにもプロパティ効果は付いていたが、その受ける恩恵は最高数値のものでも微々たる物であった。加えて、敵から奪えるアイテムに強力なものが含まれている可能性はとても低く、たとえ入手したとしてもアイテムの鑑定を行わなければアイテムの効果強度も推測しづらい上に、あらゆる性能を正確な数値として視認することはできず、プレイヤーは非常にアバウトな情報の元で戦う必要があった。
武具の生産
LBR以前では、敵から拾う品物よりも、一般のユーザーが特殊なハンマーで作った魔法の武器のほうが有用なケースが多かった。生産者が作った魔法の効果を持つ武器にも高品位品になる可能性があり、敵から得られる中途半端な性能の品よりもかえって高水準になる場合が多かったためである。
耐久度の低さ
LBR以前では、武具の耐久度を知るために「武器学」と呼ばれるスキルを習熟する必要があった。また、これで調べた耐久度もまた「壊れてきている」などといった非常にアバウトな情報として表示されていた。
加えて武器の耐久度が総じて低く、一度の冒険では武具の代えを複数持って戦うのが通常で、加えてアイテムを修理するにはそのアイテムの種類に沿ったスキルを持つプレイヤー（鍜冶や裁縫など）に直接渡す必要があった。このため、現在のAoS制度とは違い、プレイヤーの個人商店で安易に入手できる高品位武器は使い捨てにとても便利だったという側面もある。

## キャラクターの死
プレイヤーキャラクターは死ぬと幽霊になり、メイン画面の表示が灰色になり、生前の肉体はその場に所持品と共に放置される。
幽霊となったキャラクターは他の幽霊以外の誰からも姿が見えなくなるが、「War」モードにするか、会話を試みると生者に姿を見せることができる。また、幽霊の状態で会話を試みると、そのキャラクターの発した言葉はすべて生者には「OooOOoooOOoOOOOo」といった意味不明な言葉の羅列となって表示されてしまう（幽霊同士であれば普通の文章として表示される）。幽霊の状態ではすべての物に干渉できず、ドアは突き抜けて移動できる。生きているプレイヤーからは基本的に認知されないため、姿を隠したまま会話を盗み聞きすることも可能である。
幽霊から元に戻るには、世界を放浪しているヒーラーと呼ばれるNPCの蘇生人か、蘇生のほこら(アンク)、もしくは他のプレイヤーによる復活魔法などの方法で再び肉体を得て現世に戻ることができる。ただし、一部の例外を除いて、持ち歩いていたアイテムは以前の肉体に残ったままの状態となる。
死体漁り
プレイヤーキャラクターかNPCかを問わず、死亡したキャラクターの死体を漁ることで、そのキャラクターの所持品を獲得することができる。死体や死体の所持アイテムは、誰も触れずに放置しておくと一定時間の経過で消滅する。この消滅は「腐る」「腐敗」と俗称される。死体を漁り所持品を獲得することは誰でも自由に行えるが、生前のキャラクターによっては死体を漁ることが「犯罪」と見做される場合がある。
モンスターを倒した際は、そのモンスターの死体を漁って得たアイテムが戦利品（事実上の勝利報酬）となる。
アイテムの回収
自身が死亡し以前の肉体に残されたアイテムは、死んで間もない時間であれば再び回収するチャンスがある。蘇生したらすぐさま以前の肉体の場所まで戻り、自らの遺体を漁ることでアイテムを取り返すことができる（自分の所持品を回収するだけなので「犯罪」にはならない）。しかし、モンスターが戦利品として死体からアイテムを奪い去ったり、ネガティブ行為が容認されたエリアでは他のプレイヤーに死体を漁られることもある。その場合は頼み込んでアイテムを返してもらうか、実力行使で奪い返す他ない。
ちなみに、死んですぐにアイテムを回収しようと試みる場合、大抵の場合は丸腰で回収に向かわねばならず、自分を殺害した相手がまだその地点で待ち構えている可能性が高い。
霊視
通常は幽霊キャラクターとは会話もできず姿を視認することもできないが、霊話スキルを身につけていれば、そうした幽霊のキャラクターの発言を正しく聞くことが可能となる。また、霊話のスキルがより高ければ、Warモードではない幽霊キャラクターの姿をいつでも視認することが可能である。逆に霊話のスキルを高めているキャラクターが死亡した場合は、生きているキャラクターに対して普通に語りかけることも可能である。

## 家システム
フィールド中にある空き地には、プレイヤーが家を建築することができる。
UOは好きな場所に自由にアイテムを置くことができるが、その辺の道端に置いておけば誰かに勝手に拾われたり、一定時間で自動的に消滅（腐る・腐敗）してしまうが、自宅ならば「ロックダウン（その場に固定する）」コマンドで指定することで、誰にも盗られず、腐って消滅することも防ぐことができる。
住宅を利用すれば家の中に家具を置いたり、花や絵画を飾ったりなど内装を楽しむことが可能である。また、家具の中には実際にアイテムを入れることができる。アイテムの種類によっては色を染めて変更する事ができるので、うまく組み合わせて積み重ねることで様々なマスコットを作ることが可能である。有名なものでは、アイテムを積み重ねただけでガンダムなどを作ったプレイヤーも存在する。家の内装は奥が深く、公式・非公式併せ、家や内装のデザインコンテストも頻繁に行われているほど人気のあるシステムであり、UO独自の大きな特徴の一つとなっている。

### 建築とルール
建築は平坦な地形で周囲に障害物が無い場所でなければならない。
建築に適合する土地であっても、設置にはコツが必要である。また、建築に適合するだけの広さがあっても、道（森の中等を走る土の道路が剥き出しになっている場所）の上に住宅は建築することは出来ず、もしもそのような場所に建物を建てた場合、サーバーの管理者によって削除される事がある。
基本的に、不動産はいずれかのサーバーに1つだけしか持つ事はできず、他の場所やサーバーに新たに住宅を建築すると、それまで持っていた建物は強制的に所有権を放棄させられ、しばらくした後に自動的に消滅する。また、ゲームに課金せずに数か月放置することでも家は消滅してしまい、それまで設置してあった家具などはすべて地面に落ちて誰でも拾えるようになる。住宅を持っていたプレイヤーは多数の資産を家に保管するのが通常のため、このシステムを利用して腐敗する家からアイテムを奪うという通称「腐り待ち」と呼ばれる墓荒らし的な行為をするプレイヤーも多い。

### 住宅の種類
住宅は「クラシックハウス」と「カスタムハウス」の二種類から選んで設置することができる。
クラシックハウス
古くから存在する建築方法で、複数ある形状から一つを選んで家を建築する方式を「クラシックハウス」と呼ぶ。
クラシックハウスは外観に一切の手を加えることはできないが、手軽で無難な上、カスタムハウスと比較して低価格のため根強い人気がある。また、種類によっては後述するカスタムハウスよりもさらに大きな住宅や城を建築することも可能である。外観を変更することが出来ないだけで、内装ももちろん可能であり、必要ならばカスタムハウスの土台に変更することもできる。カスタムハウスの完全な四角形の土台のみに対して、クラシックハウスには変則的な形状（Ｌ字型など）の物もあり、通常では建築できないような場所にも建築できる可能性がある。
新しく城や砦などを建てる土地はプレイヤーが多く存在するサーバーにはもはや余りようがない為に、これらは非常に貴重とされておりプレイヤー間の取引で手に入れる場合には莫大な額のゴールドが必要となる。
カスタムハウス
拡張パックAoS以降に追加された建築方式で、初めに土台を設置して、その上に壁や屋根を設置してゆく。
クラシックハウスと比較して非常に自由度は高いが、時間、根気、財力（ゲーム内通貨）、そしてデザインのセンスを必要とする。また、土台を超過した位置に建築パーツを設置することはできない。つまり、出っ張った物を表現するのならば自分の土地の中で収める必要がある。カスタムハウスの料金設定は土台+パーツの数で決定するため、デザインに凝れば凝るほど価格は高くなる。しかし、建築したからといって直ちにデザインを確定する必要は無く、ある程度作っては保存し、実際に料金を支払った後でデザインが反映される仕組みとなっている。また、後からデザインを変更することも可能である。

## マップの移動
マップを移動する手段は、徒歩を含めていくつかの方法が存在する。

### 徒歩・騎乗
説明するまでもなく基本的な移動方法である。通常は徒歩で移動する事になるが、自分に所有権のある騎乗生物を持っている場合、近づいてダブルクリックすることで騎乗することができる。騎乗中は乗り物の種類に関係なく徒歩よりも早いスピードで移動することが可能である。乗り物には、馬やラマなどの現実に存在する動物も含め、ドラゴン（飛行は出来ない、沼ドラゴン）や巨大な犬などファンタジー系のクリーチャーを乗り物として使うことができる。
騎乗生物には様々な種類が存在するが、基本的な移動速度などは変わらない。また、騎乗生物（およびプレイヤーが飼いならせるすべての動物）にもプレイヤー同様にステータスが設定されており、あまり酷使するとスタミナが切れて走れなくなる。こうなった場合、しばらく休ませるか、その動物に適合した食べ物を与えることで再び走れるようになる。また、騎乗生物の中には条件を満たすと、雷を放ったり乗り手の毒を解除してくれるなど、特殊な行動を起こす物も存在する。
これら生身の騎乗生物とは別に、「エセリアル（エセ・似非）」と呼ばれる騎乗生物が存在する。これは、普段はプレイヤーのカバンの中に格納できる半透明の乗り物で、いつでも呼び出して乗ることができる。降りるか、騎乗した状態でプレイヤーが死亡すれば自動的にカバンに戻る。このエセリアル動物はUOを長期にプレイしているユーザーだけに与えられる報酬である。

### 飛行
ガーゴイル族特有の能力。騎乗できない代わりに、自らの翼で飛行することにより、高い機動性を得ている。また、この飛行能力がなければ通れない場所もいくつか用意されている。

### ムーンゲート
本シリーズを象徴する要素として、「ムーンゲート（Moongate）」と呼ばれる施設がある。これは世界各地の要所点にある青いエネルギー物質で、触れると別の場所へワープすることができる。ウルティマ・オンライン初期では、旧来のシリーズを踏襲して、同世界にある二つの月「トランメル」と「フェルッカ」の満ち欠けの影響を受けて、時間でワープのリンク先が変わるというものだったが、現在では自由に行き先を決めて好きなムーンゲートに移動することが可能である。また、各地にはこれらとは別に、行き先を選択できない完全固定リンクのムーンゲートも存在する。
以前には「ムーンストーン」という地面に置くとフェルッカとトランメルの同座標に互いに行き来できるアイテムが存在していたが、チャンピオンの導入によりフェルッカのT2A地域へのダイレクトでの移動を制限するために廃止され、現在入手できるのはプレイヤー間の取引のみとなっている。

### 船舶
船を購入すれば、海に浮かべて実際に搭乗し、大海原を移動することが可能である。UOの世界は広大であり、ムーンゲートですら繋がっていない土地もいくつか存在する。そうした土地に上陸するには、船を用いる以外の方法は無い。

### 魔法による移動
魔法による移動にはいくつかの種類と方法がある。
リコールルーン
出現したい座標を記録する媒介で、移動魔法を用いる際に必須のアイテム。アンクの模様が刻まれた小さな石。一般には略して「ルーン」、座標が記録されていないルーンは「空ルーン」と呼ばれる。1つのルーンに1つの座標しか記録できないが、複数のルーンを収納可能な「ルーンブック」で整理・分類できる。ちなみに自分で所持している必要はなく、全く見知らぬ家に家具として設置してあるものを利用することも可能。
マーク
出現したい座標を記録する魔法。ルーンに対してマークの魔法を詠唱すると、現在プレイヤーが立っている座標がルーンに刻まれる。ルーンに座標を刻むことを俗に「マークする」、「焼く」と言う。ルーンは非消費アイテムであるため、同じルーンに何度でも座標をマークしなおす事ができる。
リコール/セイクリッドジャーニー
位置がマークされたルーンに対してリコールの魔法、もしくは騎士道魔法のセイクリッドジャーニーを使うと、マークされた位置まで瞬時に移動することができる。ただし、移動しようとした先に誰かが立っていたり、物が置いてあると移動することはできない。この魔法で移動できるのは、基本的に詠唱者本人のみ。
ゲートトラベル
マークされたルーンに対してゲートトラベルの魔法を詠唱すると、現在位置とマークされた同座標を結ぶムーンゲートを生成することができる。これは複数のプレイヤーが同時に移動するときに良く用いられるが、リコールと同じくマーク先になにか遮蔽物があると開くことはできない。また、ゲートが開いている間は誰でもそのゲートを利用することが可能である。開かれたゲートは一定時間を経過するか、特定の魔法で強制的に消滅させることができる。フェルッカへはピンク色の、それ以外のファセットへは青色のムーンゲートが出るので、ムーンゲートから出て突然（プレイヤーに）殺されると言うリスクは軽減出来るが、モンスターだらけのダンジョン最深部へのムーンゲートもあり、見知らぬプレイヤーが出したムーンゲートに入るのは自己責任である。

## PvP（Player vs Player）システム
ウルティマオンラインではいくつかの条件でプレイヤーとプレイヤーの戦闘が容認されている。プレイヤー同士の戦闘は、アイテムやキャラクタースキル以上にプレイヤー個人の技術が強く影響する為、PvPerと呼ばれる専門のプレイヤーが多数存在している。基本的に大半のPvPはフェルッカと呼ばれる世界でのみ容認されているが、その他のエリアでも条件を満たせば第三者に攻撃を仕掛けることが可能である。

### PK(Player Killer)
最もポピュラーと言えるPvPの一つ。フェルッカなど他者へのネガティブな干渉が許されているエリアで、他のプレイヤーにダメージを与えて殺害すると「殺人カウント」が累積、カウントが5になると殺人者として認定される。殺人者は名前の表示が初期設定では赤くなるため、俗に「赤ネーム」とも呼ばれる。殺人カウントは1ポイントにつき40時間ゲーム内で消化しないと消えない。
殺人者はどこに居ても誰かに攻撃される可能性があり、たとえ殺害されても殺害カウントを相手に入れることは出来ない。また、殺人者に対して回復、蘇生などのサポートをすると、サポートしたプレイヤーも犯罪者（灰色ネーム=クリミナル）となる。
以前では殺人者や犯罪者は街中に侵入するだけで警備員を呼ばれ即死する仕様であったが、現在では殺人者であっても、街中で新たに罪を犯さなければ警備員に殺されることはなくなっている。ただし、銀行や商店などNPCの店では取引を拒否されてしまう（例外として、無法者の街であるバッカニアーズ・デンの施設は利用可能）ため利用できない。また、過去も現在も殺人者や犯罪者は一般的な蘇生施設を利用できず、一部限られた状況下でのみ蘇生が可能となっている。

### 派閥
派閥システムは現在では廃止されており、加入等は不可能である。以下は派閥システム実装当時の解説である。
フェルッカ限定で導入され、プレイヤーは4つの大きな派閥のいずれか一つに所属すると、他派閥に所属するプレイヤーに対して攻撃を行なう事が可能となる。また、専用の装備や軍馬と呼ばれる特殊な乗り物を使うことができるようになる。
また、街の支配権を有する「シギル」とよばれるアイテムの争奪戦を行い、一定時間シギルを自派閥の拠点で防衛することでその街を支配する事が可能となる。街の支配に成功した場合、その派閥は以下のような様々な恩恵を得ることができる。
- 派閥所属プレイヤーを支配下に置いた各町の財務官に任命できる。
  - 財務官はその町の税率を設定し、町からシルバーを税金として徴収できる。また、税率によってNPCベンダーや派閥ベンダーの販売価格が増減する。
  - 財務官はその町に派閥ベンダーを設置できる。それぞれ軍馬、瓶、秘薬、鉱石、木材の各ベンダーがあり、軍馬ベンダーからはその町を支配している派閥の軍馬のみ購入できる。ただし、派閥ベンダーの設置、維持には財務官が設定した税率に基づいて町から徴収したシルバーが必要となる。
- 派閥所属プレイヤーを支配下に置いた各町の保安官に任命できる。
  - 保安官はその町に派閥ガードを設置し、敵対派閥プレイヤーなどに対する攻撃、警告、無視の命令を下すことができる。ただし、派閥ガードの設置、維持には財務官が設定した税率に基づいて町から徴収したシルバーが必要となる。

他派閥プレイヤーを殺害するとキルポイント（KP）を取得しその数値によってランキングが公表される。
プレイヤーは、一定の条件を満たせば派閥指揮官になることができる。派閥指揮官になれば、財務官や保安官の任命、派閥全体の税率の決定、シルバーの送金などの特権が与えられる。

#### 4つの派閥
True Britannians（トゥルー・ブリタニアンズ、TB）
本拠地はブリテインのロード・ブリティッシュ城。
Council of Mages（メイジ評議会、CoM）
本拠地はマジンシアのマジンシア議会。
Minax（ミナクス、Mnx）
本拠地はデスタード東の砦。
Shadowloads（シャドーロード、SL）
本拠地はユームーンゲート東の礼拝堂。

### ギルドWar
プレイヤーは気の合うプレイヤー同士で仲間を募り、ギルドという集会を結成することが可能である。基本的には単に仲間意識を高めるためのシステムであるが、このギルドのシステムには宣戦布告と受理を行える機能も組み込まれており、互いに同意をした上で戦闘をすることができる。戦争状態となったギルドメンバーに対してはどのエリアでも合法的に攻撃が可能となり、殺害数と被殺害数の累計データなども参照できる。

### ピット
フェルッカのジェローム島にあるいくつかの囲いで区切られた場所はピットと呼ばれ、合意の上での、一対一の対人戦を楽しむ場所として利用されている。そこでは公式ではないもののいくつかのルールが存在（戦っていいのはピット内に入ったものだけ、戦闘開始に際してはWall of stoneと言う呪文で壁を立て、それが消えるのを合図とする、など）し、無秩序な戦闘は許されていない。

## ゲーム内スタッフ
他のMMORPGでもゲーム中の問題解決のために実際にゲームに参加し、質問や問題の払拭を試みる専用スタッフがよく見られるが、UOも他のゲームと同様にゲーム内でサポート業務を行う専属スタッフが存在する。サポートスタッフには様々な種類があり、大きく分けて正式スタッフの「ゲームマスター」とボランティアの「カウンセラー」「シーア」「コンパニオン」に分類される。
「ゲームマスター」は運営会社の正式サポートスタッフで深紅のローブを纏う。ゲームマスターには二種類あり、ゲームマスター(GM)とインタレストゲームマスター(IGM)になる。ゲームマスター（Gamemaster）にはゲーム内で緊急を要する事柄や、ゲーム内の規律に関する事柄を扱う。一般ユーザーが会う可能性もある。インタレストゲームマスター（Interest Gamemaster）はほとんどウルティマ オンラインのゲーム内には出現しない。
また、ボランティア・プログラムというものがUOにかつて存在していた。これは一般ユーザーがある程度の研修を受け、またある程度の権限を受けてボランティアスタッフとして活動するシステムである。「カウンセラー」「シーア」「コンパニオン」の三種類がある。各ボランティアごとにイベントが開催されている場合もある。
「シーア（Seer）」はゲーム内イベントの企画と実行のみを行っているボランティアユーザーで、サポート業務は一切行っていない。そのため、ボランティア・フェアなどでしかその姿はみられない。緑系統のRobeを纏っている。
「カウンセラー（Counselor）」はプレイヤーからのヘルプコールやシステムにより呼び出され、ゲームのアドバイスや一般的な情報を伝えることを目的として活動するボランティアユーザーである。各地にあるカウンセラーホールにいることもある。またGMサポートによる結婚式の牧師なども行うことがある。カウンセラーのみで対処できない事例についてはゲームマスターが別途呼び出される事もある。リードカウンセラー（LeadCounselor）、シニアカウンセラー（SeniorCounselor）、カウンセラー（Counselor）の三種類があり、いずれも青系統のRobeを纏っている。
パブリッシュ33から、カウンセラーは初心者プレイヤー（Young）からも呼び出すことが可能となった（全日本シャードには2006年3月29日に導入されている）。
「コンパニオン（Companion）」は初心者プレイヤー（Young）に助言を行うボランティアユーザーで、初心者プレイヤーの元へ一方的にやってくるか、特定の地点（大抵はNewHavenにあるコンパニオンホール）で待機している。初心者プレイヤーから呼び出すことはできないが、出会えば基本的な操作方法などについて解説してくれる。また、ヘイブン八徳学校での授業なども行う。上位コンパニオンとして、シニアコンパニオン（SeniorCompanion）とアークコンパニオン（Arch Companion）の二種類がある。これらの上位コンパニオンはRobeを纏っており、前者は金色、後者はプラチナ色である。なおコンパニオンホールは各シャードごとに装飾が異なる。日本シャードでは、1999年11月16日にコンパニオンプログラム導入予定のアナウンスがあり、2000年04月にコンパニオン・プログラムが発足した。
この「ボランティアプログラム」は2011年2月11日に日本公式サイトにおいて終了がアナウンスされ、2011年2月28日を以て日本シャードにおいて10年以上続いた「ボランティアプログラム」は幕を降ろした。

## 仮想世界の構築
仮想世界の構築において、ワールドシミュレーター的な要素が盛り込まれている。

### 変動する物価
伝統的なRPGではアイテムの価格は固定されており(例えば「鋼の剣」はどの街で購入しても1000Gなど)、本作においては需要と供給により、アイテムの価格が変動する。多くのキャラクターが購入するアイテムは価格が上がり、多くのキャラクターが売却するアイテムは価格が下がる。これにより、過剰在庫を抱えた街で品物を安く仕入れ、それを品不足の街で高く売り利益を得る事ができる。
また、この事はアイテムを売買する商人、商人をモンスターから守る護衛、商人のアイテムを狙う強盗、と言った多種多様な遊び方をプレイヤーに与えていたが、このシステムは後にバグか仕様変更によって、その動作を停止している。

### 生態系
モンスターや動物達は、あるバランスを持って生息している。モンスターの数が減ればその分動物の数が増え、肉食動物の数が減ればその分草食動物の数が増える。逆に草食動物が減ると肉食動物の数も減り、モンスターの数が増える。このシステムも上記同様、バグか仕様変更によって動作が停止中である。

### 会話するNPC
NPCは雄弁である。徳の高いキャラクターが近づけば挨拶し、徳の低いキャラクターが近づけば罵倒する。幽霊を怖がり、周辺の会話に反応する。職業により一定の知識が設定されており、自分の職業に関する事、人名、地名等の固有名詞に反応を示し、簡単な会話が可能である。
また、買い物をするときには他のRPGならばNPCを選択して語りかけ、商品を売り買いするウインドウを開くのが一般的だが、本作のNPCと取引をする際はチャットで「Vendor buy」（店員、買う）「Vendor sell」（店員、売る）と発言しなくてはならない。ただし現在のバージョンでは取引相手をクリックして取引ウインドウを表示させる機能も盛り込まれている。
NPCもプレイヤーキャラクターと同様にステータスを持ち、彼らを襲いアイテムを奪う事もできる。

## ゲームバランスの特徴と変革
本シリーズは度重なるバージョンアップと改変で、初期と比較してゲームバランスやシステムそのものが根幹から変更された部分が多い。

### LBR以前の特徴
最初期UO～拡張パックLBRまでのゲームバランスは、一貫してリアリティ路線を追求していた。武器や鎧にはいわゆる「伝説に語り継がれている」と言うような品はまったく存在しないと言って過言ではなく、装備品は基本的に他のプレイヤーが製作したアイテムに頼るのが基本となっていた。また、最初期版のスキルの上昇も、周囲の人間が音楽を奏でれば、自分も釣られて音楽のスキルが上昇するなど、周囲の環境が自身の能力に変化をもたらすという、非常に現実味を帯びたシステムであった。
LBR以前最大の特徴と言えば、プレイヤーに与えられた全ての情報が極端にアバウトであったこともあげられる。
例えば、攻撃相手の体力を知るには、相手のライフバーを見るしかないが、具体的な数値を知る事はできない。アイテムをクリックしても、武器の具体的な強さを知る方法は無いし、アイテムを生産するにしても、どの程度の確率でそのアイテムを作る事ができるのかも知ることは出来なかった。

### AoS以後の特徴
拡張パックAoS以後のUOのゲームバランスは、一変して数値を前面に押し出す形式となった。
敵を攻撃すれば与えたダメージがポップして表示されるし、アイテムを生産しようとすれば詳細に作成成功確率が表示されたり、それがどのような効力を持つアイテムで、どのように使えばよいのか等、今までとは逆に過剰なほど親切なヘルプシステムが搭載され、新規のプレイヤーもより遊びやすくなった。
装備品も、従来のようなプレイヤーが製作したものをプレイヤーが振り回すというより、敵モンスターから奪ったアイテムを少しずつ上位品に乗り換えてキャラクタを強化してゆき、最終的には強大なボスクラスモンスターを倒して伝説の武具を手に入れるという、モンスターとの戦闘をメインに据えたゲームバランスに移り変わってゆく。すなわち、現在のウルティマオンラインは、ワールドシミュレーターという側面よりもゲームとしての側面がより強く押し出された状態となっている。
しかし一方で、こうした度重なる詳細化と「ワールドシミュレーター」から「ゲーム」寄りへの改変が繰り返される毎に旧来のユーザーが少しずつ離れてしまうという弊害も発生した。

## ゲームクライアント
ウルティマ・オンラインのゲームクライアント（ソフトウェア本体）は現在までに３種類のバリエーションが存在する。
2Dクライアント
サービス最初期から存在するゲームクライアントで、ビジュアル的には最も劣るが、ハイエンド3Dモデルで作られたアニメーションをドット絵で修正/描かれた滑らかなキャラクターアニメーションは現代ゲームアート史上でもなお高品位に位置する。しかし後に追加されたキャラクタやアイテムは品位の低い3Dで描かれたものを無理やり2Dアニメにしたものが多く、絵的にギャップがある敵キャラなども存在する。このクライアントは現在でも利用可能で、必要スペックの低さや動作の安定感からほとんどのプレイヤーが利用している。
3Dクライアント
拡張パック「第３の夜明け」以降に追加されたクライアント。キャラクターの映像はすべて3Dグラフィックに置き換えられ、従来までの2Dクライアントと比較して滑らかになったが、リリース当時としても必要なコンピュータースペックが高かったことから普及はしなかった。また、3Dグラフィックで描かれているのはキャラクターのみで、マップやアイテムなどは2Dクライアントのそれとほぼ同一である。前期と後期でプレイヤーキャラクターのモデリングが別のものに差し替えられていた。インタフェースについては2Dクライアントよりも多少使い勝手が向上していたが、基本は同一である。
現在は後述のKRクライアントと差し替えられているため、このクライアントを用いてプレイすることは不可能。 このクライアントより新たに追加された3Dキャラクターグラフィックの多くは新規に作られたものではなく、開発中止になったUltima Online 2のグラフィックの流用である。当初は本クライアントソフトのみが更新されるようになり、従来の2Dバージョンは次第にサポートを終えると宣言されていた。
KRクライアント
「Kingdom Reborn」と名づけられたゲームクライアント。すべてのグラフィックとインタフェースが新規に作り起こされたが、当初リリースされたベータ版クライアントの完成度が極端に低く（従来のバージョンで可能なことができない等）、それを引きずったまま正式運用にこぎつけた。
ちなみに、映像は3D風だが、実態は3Dレンダリングされた映像を2D変換(プリレンダリング)してアニメーションさせている物で、非常に滑らかで旧来と比べて美しい映像表現となっている。
本クライアントは事実上3Dクライアントの後継バージョンであり、すれ違う形で3Dクライアントは完全廃止された。また、このクライアントバージョンが普及次第2Dバージョンのクライアントのサポートも完全停止すると予告されていたが、後述のSAクライアントの登場と同時に廃止となった。
SAクライアント
拡張パッケージ「ステイジアン アビス（STYGIAN ABYSS」）」より、KRクライアントに替わって登場した最新のゲームクライアント。KRクライアントのグラフィックやインターフェイスを引き継ぎながらも、多数の改良および変更が施された。

## 拡張パッケージ
1997年のサービス開始以来、これまでに8つの拡張パッケージと1つのブースターパックが発売されている。もっとも新しい製品は2010年10月に発売された。
Ultima Online: The Second Age（ザ・セカンド エイジ 通称:T2A）（1998年10月発売）
ウルティマオンライン初の拡張パッケージ。ブリタニアの地下世界であるロストランド（新大陸）が、新たな冒険の地として追加された。
このストーリーを展開してそれに随するイベントを発生させる様式は後に「EwE」として結実する。
Ultima Online: Renaissance（ルネッサンス・エディション 通称:UOR）（2000年4月発売）
この拡張により、ブリタニアは「トランメル」と「フェルッカ」の2つの平行世界に分割された。
これまでの世界はフェルッカとして存続しつつも、新しい世界トランメルでは PK (Player Killing) や窃盗といった、プレイヤー間のネガティブな行為は一切禁止となった。
同時期に、リチャード・ギャリオットがUOのプロデューサーを降板し、Ultimaシリーズ開発元のOriginを退社という名目で解雇されている。そして以後のUOプロデューサーにはアンソニー・カストロ（通称：サンソード、俗称：太陽剣）が就いた。
この拡張がUOの最大の分岐点であるという意見もあり、現在の物と区別するためUORが発売される以前のUOは「旧UO」と呼ばれる。
Ultima Online: Third Dawn（第三の夜明け 通称:TD）（2001年3月発売）
新たに砕かれた宝珠の一面が発見され、ロストランド、トランメルの次にくることから「第三の夜明け」と呼ばれる。
従来の 2Dクライアントに加え、3Dクライアントの提供を開始。また、3Dクライアントでしか行けない新世界「イルシェナー」が追加された。
Ultima Online: Lord Blackthorn's Revenge（ブラックソンの復讐 通称:LBR）(2002年2月発売)
かつて、ストーリーの進行により誘拐されたロード・ブラックソンが強大な「Exodus」の力を借り、彼の理想を蔑ろにしたブリタニアを破壊せんと復讐を始める…
モンスターデザイナーとして、スポーンなどで知られるアメコミ作家、トッド・マクファーレンを起用し、グラフィックの変更が行われた。また、3Dクライアントでしか行けなかったイルシェナーが、2Dクライアントにも開放された。
また、この時代(第三の夜明け、ブラックソンの復讐)には全シャード共通かつ同時に大きなイベントが何度か起こり、それらは当初8週間前後で完結するイベントであったことから「Eight weeks Event(EwE)」として呼ばれる。なお、その後の標準的なイベント継続期間は6週間前後となっている。
そのイベントは以下の4つで、この時期に様々な変更や追加仕様が加わり、またも人々は賑わう事になる。
シナリオ1:The Savage Empire(サベージの帝国)　(2001/5/4　-　2001/7/10)
シナリオ2:Gargoyle's Redemption(ガーゴイルの購い)　(2001/10/27 - 2001/11/6)
シナリオ3:Blackthorn's Damnation(ブラックソンの破滅)　(2001/11/19 - 2002/1/22)
シナリオ4:Plague of Despair(蔓延する絶望)　(2002/1/25 - 2002/3/30)
Ultima Online: Age of Shadows（正邪の大陸 通称:AoS）（2003年2月発売）
新世界「マラス」が追加された。この土地では聖なる騎士「パラディン」と死者を操る「ネクロマンサー」が対立しており、彼らからその技術を学ぶ事ができるようになった。さらに、戦闘システムの大幅な変更が行われた。
このときに追加された「Doom」というダンジョンは深部に居るボスを撃破すると極稀に「アーティファクト」と呼ばれる希少アイテムが入手できるという仕様となっており、何度も繰り返し同じルートを周回してボスを倒す、いわゆる「廃人プレイヤー」が続出した。
既存のアイテムパラメータも根本から変更され、新たに「属性抵抗」の概念が導入された。属性に応じて武器や防具を交換する必要があると発表されたが、現実には「小さなナイフが巨大な大剣より殺傷力が高い」、「皮の鎧や布の帽子が鉄の甲冑より硬く、しかも魔法にも強い」といった、現実性の無い現象が起きた。
また、このアーティファクトの導入により対人戦のバランスは大きく変化し、対人戦慣れしていないプレイヤーでも高級装備を揃えていればある程度戦えるゲームとなってしまった。
AoSによって導入されたさまざまな戦闘システムの改装は、プレイヤーの大幅なパワーインフレを招く事になり、巨大なドラゴンを数秒で倒せてしまうなど、UOの楽しみ方の一つであった仮想ファンタジーの世界観のもとでの生活を、根本から覆してしまうには十分な内容だった。上記の事から、未だにAoSには否定的な意見がある。
Ultima Online: Samurai Empire（武刀の天地 通称:UOSE）（2004年11月発売）
日本風の世界観を持つ「徳之諸島」が追加され、その土地独自の武具や道具が登場し、さらには、そこに住む住人である、侍、忍者から新たに戦いの術を学ぶ事が出来るようになった。
「とうとうMifuneを出さねばならなくなったか」と揶揄されたが、米国側スタッフは神田明神を訪れるなど実に熱心に勉強をしたという。
しかし、やはり「サムライ」「ブシドー」のようなステレオタイプな日本観は色濃く現れ、高位の魔族をも凌ぐ強さを誇る浪人や忍者、猛毒と魔法を操るドラゴン並の強さを持つ巨大カブトムシ、何が由来なのか分かりかねる妖怪の数々など、いかにもといった風情のクリーチャーが追加された。新しい武器も日本刀の種類が増えただけでなく「ヌンチャク」など中国や琉球で使われた武器もあり、巨大カブトムシもコーカサスオオカブトにこじつければ、武士道文化というより東アジア圏の文化がブリタニアに取り入れられたとも解釈できる(日本語版パッケージには「ブリタニアに、武士道文化の華開く」と書いてある)。
ウルティマオンラインの醍醐味の一つである「スキル」では「Bushido(武士道)」と「Ninjutsu(忍術)」が追加された。
従来までの戦士は、盾を持つことで回避力が上がったが、新スキルの武士道を上昇させた場合、盾を持つ事で回避力は逆に下がるという変更がされた。これは「すべての侍は両手で武器を扱う」というイメージから付けられた設定だという。
一方の忍者は、従来から導入されていた「隠れて行動するスキル」と連携している技が多く、不意打ちや急所付きなどの暗殺者的扱いになっている。
AoSで問題になった「アーティファクトアイテム」による強さのインフレが、新アイテムの「トクノ・アーティファクト」シリーズによって更に進み、対人戦で必須と言われる品も登場するが、このアイテム群は極めて限られた期間しか入手できないものであったので、それらは必然的に希少となる。
Ultima Online: Mondain's Legacy（宝珠の守人 通称:UOML）（2005年09月発売）
エルフという新種族が追加され、彼らの街であるHeartwoodが出現。
生産系に大幅な追加があった他、クエスト（NPCから受ける 討伐・入手・護衛・配達 の依頼）の大幅な拡充、公共施設に寄付を行う事で報酬を受けられるコミュニティコレクション等の要素が追加された。
新たに複数追加されたダンジョンでは、周囲から隔離された特定のエリア「領界」に「ピアレスボス」と呼ばれる、それぞれ固有のボスモンスターが出現するようになった。
ピアレスボスに挑戦する為には、領界侵入およびピアレスボスに挑戦するための条件を満たさなければならない。そして、全ての条件を満たすと「その領界の”主”に繋がる”鍵”」を入手することができ、その鍵を使用したプレイヤーおよび同一パーティーのプレイヤーのみが領界に侵入しピアレスボスに挑戦でき、既にピアレスボスに挑戦中のプレイヤーが存在する場合は、戦闘が終わるまで他のプレイヤーは干渉できない仕組みとなっている。
そうしたボスや一部のモンスターから得られる「MLマイナーアーティファクト」や「MLアーティファクト」も追加され、今まで以上に強さのインフレが進んだ。またMLから導入されたシステム(通称MLクエスト)の一部では、稀に凄まじい強さのアイテムが得られ、超強力な遠隔武器を連射できるなど、ゲームバランスが一時的に破綻した状態となった。
こうした強さのインフレに対抗するように、このパッケージ発売と同時に、強力な新モンスターが追加されただけではなく、リッチなどの一部の旧モンスターが危険なネクロマンシーの魔法を頻繁に撃ってくるように変更がなされた。特筆すべきなのは「術者に与えたダメージがそのまま対象に跳ね返る魔法」の効果で、それまでは敵がこの能力を使うことは無かったが、プレイヤーの体力は通常100程度までしか上昇できず、一方でプレイヤーが一度にモンスターに与える事の可能なダメージは100を越える事も可能であったが故、自分の攻撃の反射ダメージで返り討ちにあうプレイヤーが続出した。この変更により、それまでそこそこ成長したキャラならば対処できたモンスターが、上級プレイヤーでも警戒を要する危険な存在に変化した。
Ultima Online: Kingdom Reborn （甦りし王国 通称:UOKR）（2007年06月28日正式運用）
新生UOを宣言し発表されたバージョン。正確には拡張パッケージではなく、新クライアントバージョンの名称である。詳しい解説は前述の「ゲームクライアント」を参照。ゲーム内容としては上記のUOMLと同等である。
Ultima Online: Stygian Abyss （ステイジアン　アビス 通称:UOSA）（2009年9月9日発売）
2007年夏リリース予定だったが、延期を重ね、続報すら無い状態であったが、2008年8月に2009年の年末までにリリースされると発表。次いで、2009年9月9日に公開すると発表された。KRクライアントに替わりSAクライアントが公開された。2Dクライアントはアップデートにより対応している。なお、当初日本では『ステイジアン　アビイス』と紹介されていた。
新ファセット・テルマーの追加。ガーゴイル族の都市「ロイヤルシティー」、「ホーリーシティー」などがある。新たな動物やモンスターも追加されている。当初は「アンダーワールド」と「ステイジアン アビス」を通過しなければ、トランメルとテルマーの行き来は出来なかったが、後にムーンゲートにより直に行き来できるようになった。
新ダンジョン「アンダーワールド」、「ステイジアン アビス」の追加。アンダーワールドはトランメル側に入り口があり、ここでのクエストをこなすことによりステイジアンアビスへの入場資格を得ることになる。ステイジアンアビスはテルマー側とアンダーワールド側に入り口があるが、入場資格を得るクエストをこなさなければ入ることが出来ない。新たなボスやミニボスシステムが導入されており、新たなアーティファクトや特殊素材を得ることが出来る。一部ボスエリアはフェルッカルールとなっているため、PKなどに注意が必要である。
新種族・ガーゴイルの追加。飛行能力を持ち、その翼で高い機動力を得ている。神秘魔法などのガーゴイル族の独自技術に長けている。体格の違いから、人間やエルフの装備がアクセサリ類を除いて装備できない。
前述の神秘魔法、好みのプロパティのマジックアイテムを作成できる練成スキル、ガーゴイル独自の投擲スキルが追加された。
Ultima Online: High Seas （未踏の航路 通称:UOHS）（2010年10月12日発売）
UO初のブースターパック。これまでの拡張パックほどのボリュームはないが、海をテーマとした様々なコンテンツが追加された。主な追加は、マウスで操作する船、大砲と海戦。釣りスキルの拡張など。

## シャード（ゲームサーバー）の一覧と特徴

### 日本シャード
- Asuka / アスカ （1998年9月28日開設） - 日本国内最古シャード。
- Yamato / ヤマト （1998年9月28日開設）-アスカと数時間差で開設されたシャード
- Wakoku / ワコク （1998年10月31日開設）
- Hokuto / ホクト （1999年1月22日開設） - 運営会社の米国担当者が公式サイトにおいて「Hokotu」と2回も誤記。ユーザー間では「ホコツ」と呼ばれる事もある。
- Izumo / イズモ （1999年10月1日開設）
- Mizuho / ミズホ （2001年4月30日開設）
- Sakura / サクラ （2002年10月21日開設） - 日本では最も新しいシャード。
- Mugen / ムゲン （2001年10月16日開設） - 上級者ルールの適用される、ハードコア・シャード。

### アジアおよびオセアニアシャード
- Arirang （韓国）
- Balhae （韓国）
- Formosa （台湾）
- Oceania （オーストラリア）

### 欧州シャード
- Drachenfels (ドイツ)
- Europa (イギリス)

### 米国シャード
- Atlantic
- Pacific
- Great Lakes
- Lake Superior
- Baja
- Chesapeake
- Napa Valley
- Sonoma
- Catskill
- Lake Austin
- Legends - 当初 AOL Legends というAOL会員限定シャードだったが、現在は一般利用者にも開放されている。
- Siege Perilous - ハードコア・シャード
- Origin -下記のTest Sosariaに代わり、変更・修正が全世界に先駆けて行われ、その調節がテストされる。

### その他のシャード
- Test Sosaria - 常設されていたテストシャード。開発陣によって色々な仕様がテストされていたが、Origin開設に伴い廃止。また、これとは別に臨時のシャードが設置され、テストが行われる事がある
- Abyss - 1998年のハロウィンに設置された期間限定のイベントシャード。プレイヤーはモンスターに扮し、他のプレイヤーや一般NPCをAbyssに叩き込ませるという、この分野では初の「楽しい」シャード。
- Farmageddon - 1998年の感謝祭に設置された期間限定のイベントシャード。Farm（農場）+armageddon（ハルマゲドン）の合成語で、内容もその題名に準じて農夫と家畜たちが大戦争を繰り広げる、「愉快な」シャード。
- Santa's Slay - 1998年のクリスマスに設置された期間限定のイベントシャード。上記Farmageddonに触発されて作られたシャード。プレイヤーはサンタ等に扮し、人々をSlayしていくという、これまた「微笑ましい」シャード。発音がSanta's Sleigh（サンタのそり）と同じになる言葉遊び。
- Shard of the Dead - 2005年のハロウィンに設置された期間限定のイベントシャード。
- Baekdu - 韓国用のハードコア・シャード。「アメリカ、そして日本向けにはハードコア・シャードがあるのに韓国にはなぜないのか」という抗議要望に応えて開設されたが、いざオープンしたところが利用者が極少数であったため、2002年6月閉鎖。